# جلان ويلكي
جلان ويلكي (بالإنجليزية: Glen Wilkie)‏ هو لاعب كرة قدم بريطاني في مركز الدفاع، ولد في 22 يناير 1977 في ستيبني في المملكة المتحدة. لعب مع نادي ليتون أورينت.

## وصلات خارجية
- جلان ويلكي على موقع Soccerbase.com (لاعب) (الإنجليزية)